# Baskové
Baskové (baskicky Euskaldunak, španělsky Vascos, francouzsky Basques) jsou obyvateli středoseverní části Španělska a jihozápadního cípu Francie při Biskajském zálivu. Většina jich je soustředěna ve španělském autonomním společenství Baskicko, kde jich žije něco přes 2 miliony; další významné skupiny žijí v ostatních oblastech Španělska (asi 300 tisíc), ve Francii (asi 240 tisíc) a Spojených státech (asi 60 tisíc). Jazykem Basků je izolovaná baskičtina, mají svébytnou kulturu a ve Španělsku působí několik baskických politických stran, z nichž nejvýznamnější (nejvlivnější) je Baskická národní strana.

## Původ a identita

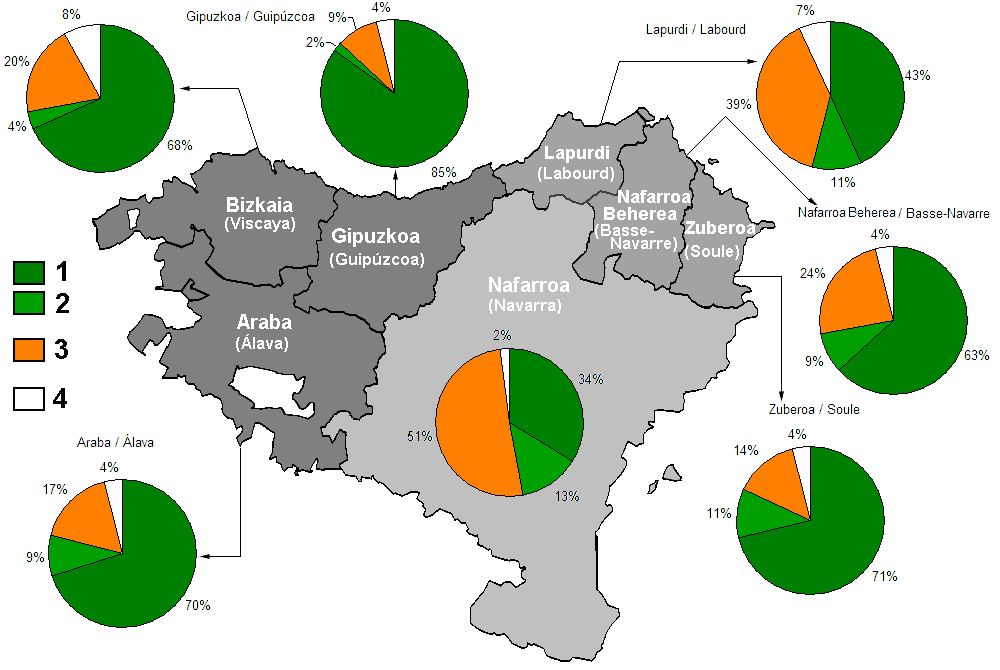
Klasifikace obyvatel podle kulturní identity: Považujete se za Baska? 1 - Ano
2 - Ano, v některých ohledech 3 - Ne
4 - Nevím / Neodpověděl

Baskové jsou pravděpodobně neindoevropského původu. Někdy bývají označováni jako autochtonní obyvatelstvo, jindy – na základě společného jazyka, baskičtiny – také za národ; to je ovšem i v samém Baskicku sporné. Existují jak baskicky hovořící lidé považující se za Španěly či španělskojazyční Baskové, tak radikální baskičtí separatisté. Podle průzkumu konaném roku 2005 v autonomním Baskicku se 26 % obyvatel cítilo být Basky, 21,8 % spíše Basky než Španěly a 38,5 % stejně Basky jako Španěly.

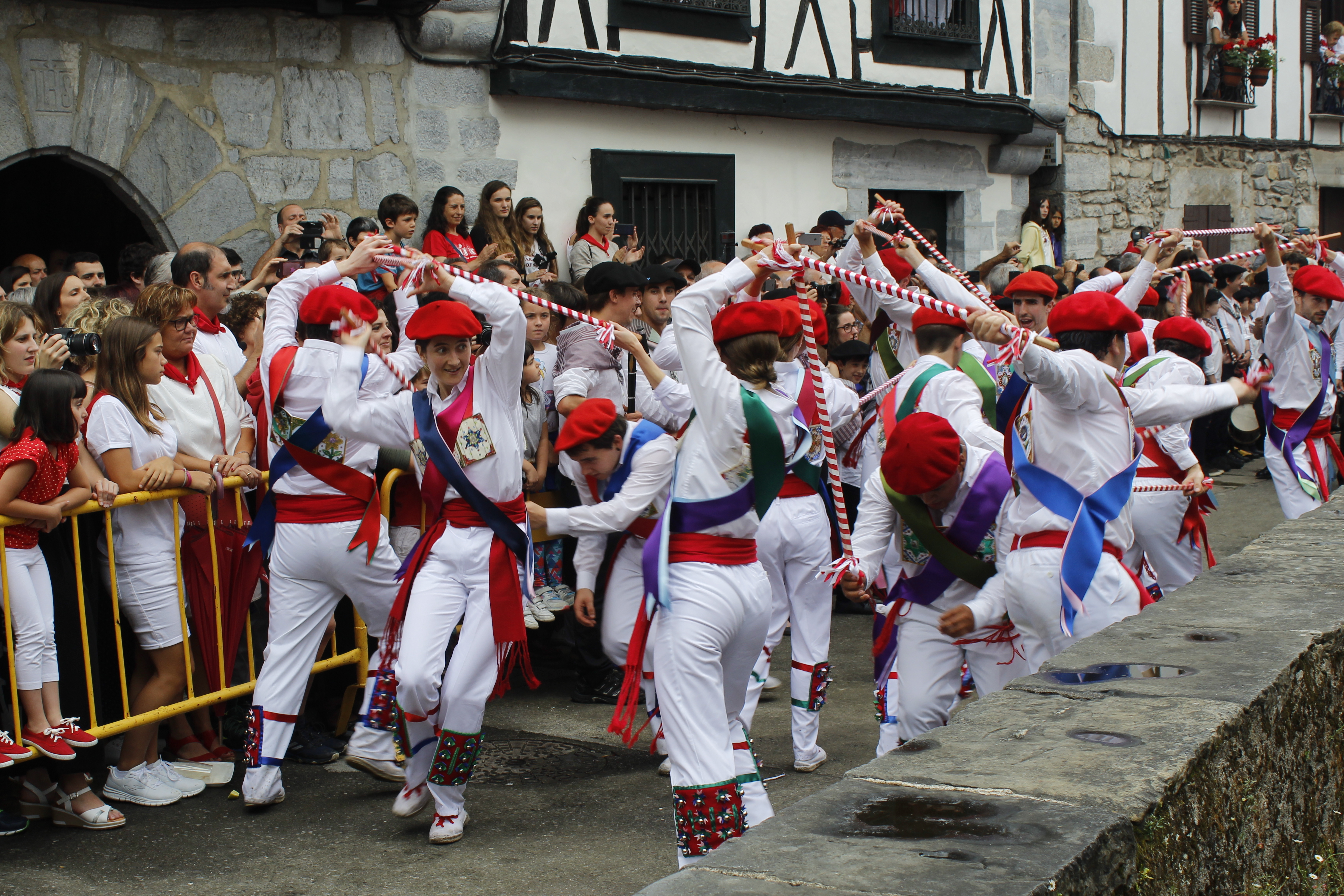
Tradiční baskická slavnost v Navaře

Podle dřívější (později vyvrácené) teorie, založené na podobnosti baskičtiny s kavkazskými jazyky, byl původní domovinou Basků kraj pod kavkazským Elbrusem. Jejich genetické odlišnosti (neobvyklé genetické rysy imunitního systému a vysoký podíl lidí s krevní skupinou Rh-) pak vedly ke vzniku jiné teorie, podle níž jsou Baskové potomky původních lovců a sběračů, kteří přišli do Evropy z Afriky asi před 45 000 lety a podrželi si svou genetickou svébytnost i poté, co asi před 7500 roky došlo ke smísení těchto obyvatel s prvními zemědělci, kteří pronikli na Pyrenejský poloostrov z oblasti Středomoří. Ani tato teorie však nebyla prokázána.
Podle novějšího výzkumu založeného na srovnávání DNA jsou Baskové potomci neolitických zemědělců, kteří do Evropy migrovali z Anatolie a postupně osídlili velkou část Evropy, kde se mísili s místní původní loveckou populací. Ve střední Evropě vytvořili kulturu s lineární keramikou. K prvním zemědělcům mají Baskové geneticky vůbec nejblíže. Tím byla vyvrácena teorie, že se jedná o samostatnou dávnou vývojovou linii, nezávislou na zbytku původního pravěkého obyvatelstva. V tu dobu tedy Baskové ještě nežili izolovaně – k tomu došlo až mnohem později, asi před 5000 roky, kdy na Pyrenejský poloostrov dorazila další vlna zemědělců ze střední Evropy a severní Afriky. Jejich geny dnes tvoří 10–25 % genetické informace obyvatel Španělska a Portugalska, ale Baskům chybějí, z čehož lze učinit závěr, že jejich předci žili tou dobou již izolovaně.

## Diaspora
Baskického původu jsou miliony lidí v Latinské Americe, od Argentiny a Chile až po severní Mexiko. Baskové se stěhovali do Latinské Ameriky v době, kdy byla velká část kontinentu součástí španělské říše, ale i poté co latinskoamerické státy získaly nezávislost. V 17. a 18. století tvořili Baskové téměř polovinu migrantů stěhujících se do Chile. Baskické předky měli například František Xaverský, Domingo Martínez de Irala, Miguel López de Legazpi, Lope de Aguirre, Juan de Oñate, Agustín de Iturbide, José Mujica, Salvador Allende, Simón Bolívar, Eva Perónová nebo Che Guevara.